# Vieux pont de Vouvant
Le vieux pont de Vouvant, appelé localement le pont roman, est un pont en arc situé à l'entrée est de la commune de Vouvant, en Vendée.

## Historique
Le vieux pont de Vouvant, daté entre le XIIIe siècle et le XVe siècle pour les parties anciennes, est constitué de trois arches : deux possèdent des arcs en plein cintre tandis que la troisième est en arc brisé. Entre chacune de ces arches, des avant-becs en pierre sont présents.
Ce pont donnait accès à la « porte aux Moynes », l'une des trois entrées de l'ancienne ville fortifiée.
Il est inscrit à l'inventaire supplémentaire des monuments historiques depuis 12 février 1927.